# Marcus Eriksson
Marcus Eriksson (Uppsala, 5 dicembre 1993) è un ex cestista svedese di formazione spagnola.

## Carriera
Ha giocato nella squadra B del Barcellona in LEB Oro. Nel 2015 è stato scelto nel Draft NBA dagli Atlanta Hawks.

## Statistiche

### Eurolega
| Anno      | Squadra      | PG  | PT | MP   | TC%  | 3P%  | TL%  | RP  | AP  | PRP | SP  | PP   |
| --------- | ------------ | --- | -- | ---- | ---- | ---- | ---- | --- | --- | --- | --- | ---- |
| 2015-2016 | Barcellona   | 3   | 0  | 7,8  | 25,0 | 0,0  | -    | 0,7 | 0,3 | 0,3 | 0,0 | 0,7  |
| 2016-2017 | Barcellona   | 22  | 3  | 9,9  | 32,0 | 35,3 | -    | 1,2 | 0,3 | 0,4 | 0,1 | 2,0  |
| 2018-2019 | Gran Canaria | 29  | 6  | 18,6 | 44,3 | 41,5 | 93,9 | 1,3 | 0,8 | 0,6 | 0,0 | 10,4 |
| 2019-2020 | Alba Berlino | 22  | 15 | 24,7 | 46,6 | 46,6 | 81,2 | 2,0 | 0,9 | 0,7 | 0,2 | 11,2 |
| 2020-2021 | Alba Berlino | 22  | 14 | 23,3 | 48,7 | 44,3 | 94,3 | 1,7 | 0,7 | 0,5 | 0,0 | 12,4 |
| 2021-2022 | Alba Berlino | 13  | 13 | 24,8 | 46,4 | 43,0 | 92,9 | 2,3 | 0,8 | 0,2 | 0,0 | 12,5 |
| Carriera  | Carriera     | 111 | 51 | 19,5 | 45,3 | 43,1 | 90,6 | 1,6 | 0,7 | 0,5 | 0,1 | 9,3  |

## Palmarès
- Campionato spagnolo: 1

Barcellona: 2011-12
- Liga catalana: 4

Barcellona: 2012, 2014, 2015, 2016
- Campionato tedesco: 3

Alba Berlino: 2019-20, 2020-21, 2021-22
- Coppa di Germania: 2

Alba Berlino: 2019-20, 2021-22
- Supercoppa spagnola: 1

Barcellona: 2015